# Johann Veit Hauck
Johann Veit Hauck (* 1663 in Graz; † 4. März 1746 ebenda) war ein österreichischer Maler.

## Werke
- Altarblatt Martyrium des hl. Veit, Pfarrkirche hl. Veit in Modriach
- Altarbild hl. Familie, Chorkapelle der Benediktinerabtei Seckau in Seckau
- Hochaltarbild Tod der hl. Magdalena, Pfarrkirche hl. Magdalena in Wildon
- 1709 Hochaltarbild Schutzengel mit Heiligen und Marienkrönung, Ehemalige Kapuzinerkirche hl. Schutzengel in Schwanberg
- 1710 Altarbild hl. Sippe, Schlosskapelle im Schloss Gross-Söding in Söding
- 1712 Ehemaliges Hochaltarbild hl. Familie, Kapuzinerkirche hl. Joseph in Irdning
- 1712 Chorwandgemälde hl. Familie, Kapuzinerkirche Mariä Verkündigung in Knittelfeld
- 1713 Hochaltarblatt, Pfarrkirche hl. Bartholomäus in Mureck
- 1715 Altarbild hl. Barbara, Schlosskapelle vom Schloss Poppendorf in Poppendorf
- 1723 Ehemalige Altarbilder hl. Urban und Johann Nepomuk, Pfarrkirche St. Andrä im Sausal in Sankt Andrä-Höch
- 1730 Bilder des 14-Nothelfer-Altares und Donatus-Altares, Pfarrkirche hl. Veit in Passail
- 1731 Bild Anna selbdritt mit Joachim und Joseph am Anna-Altar, Stiftskirche Rein
- 1736 Hochaltarbild hl. Nikolaus in der Pfarrkirche Fladnitz an der Teichalm
- 1738 Hochaltarbild hl. Oswald, Pfarrkirche hl. Oswald in Kapfenberg
- 1738 Altarblatt am Allerheiligen-Altar, Ehemalige Stiftskirche in Neuberg an der Mürz
- 1740 Hochaltarbild hl. Katharina, Pfarrkirche hl. Katharina in Stanz